# Aksel V. Johannesen
Aksel V. Johannesen  é um político faroês do Partido Social-Democrata das Ilhas Faroé.

Ocupou o cargo de primeiro-ministro regional (løgmaður) entre 2015 e 2019.